# 韓奕 (明朝)
韓奕（？—？），字公望，號蒙齋，平江路吳縣皋橋人，元末明初醫學家。
生於元文宗至順年間，父韓凝是名醫。韓奕幼承家學，與弟韓夷皆有醫名。韓奕本人精於本草，善於飲食烹煮。入明隱居，好與名僧遊。撰《易牙遺意》二卷，周履靖又著《續易牙遺意》。